# Clifton Williams

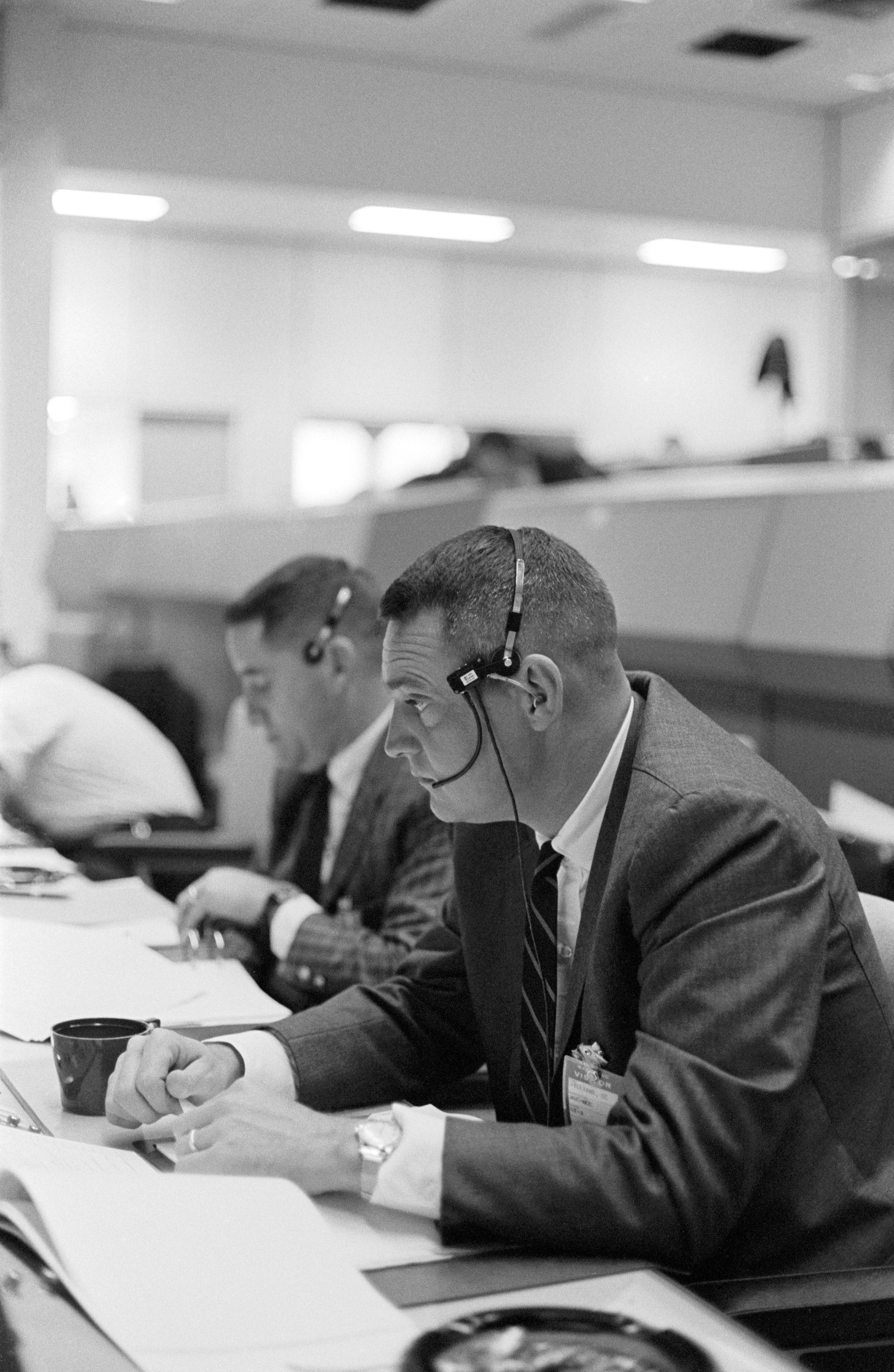
Clifton Williams i markkontrollen i Houston under flygningen Gemini 3

Clifton C. Williams född 26 september 1932, död 5 oktober 1967. Williams var uttagen i NASAs astronautgrupp 3 17 oktober 1963 för att komplementera de redan utvalda astronauterna inför Apolloprogrammet.
Williams hann aldrig bli utvald till något primär besättning för ett rymdfärdsuppdrag då han omkom med sin T-38 jetflygplan nära Tallahassee, Florida. Han var backuppilot för färden Gemini 10.